# Даиџо даиџин
Даиџо даиџин или Даџо даиџин (太政大臣) била је политичка позиција слична премијеру у влади старог Јапана током Нара и Хејан периода.

## О позицији
Прва у истори забележена особа која је носила титулу даиџо даиџина био је син цара Тенџија, принц Отомо (касније цар Кобун). Уз ову титулу долазила је и велика политичка моћ али након неког времена, услед јачања клана Фуџивара, већ од 10. века особе са овом титулом нису имали права да одлучују осим ако се то није слагало са одлукама Фуџиваре. Иако је позиција под тим именом постојала (са прекидом) све до 1885, од 12. века се сматрала безначајном за веће политичке одлуке.
Након Меиџи обнове ова титула се накратко вратила. Санџо Санетоми је именован 1871. за даиџо даиџина али је ова титула ипак потпуно укинута 1885. у корист садашње титуле премијера Јапана. 